# Leo Loewenson
Leo Loewenson (* 1884; † 2. April 1968 in London) war ein deutsch-britischer Historiker.

## Leben
Loewenson, der aus Würzburg stammte, wuchs in Russland auf. Er studierte vor dem Ersten Weltkrieg Geschichte und Rechtswissenschaften in Berlin, St. Petersburg und Moskau. 1911 absolvierte er das russische Staatsexamen in St. Petersburg. 1912 wurde er ordentliches Mitglied am Archäologischen Institut in Petersburg.
Seit 1914 lebte Loewenson in Deutschland. Von 1922 bis 1924 unterrichtete Loewenson Geschichte und Latein an der Schule des von Emigranten in Berlin eingerichteten „Russischen Akademischen Vereins“.
1925 wurde Loewenson Assistent am Seminar für Osteuropäische Geschichte der Friedrich-Wilhelms-Universität Berlin. Dort war er bis 1933 beschäftigt, wobei er vor allem mit Otto Hoetzsch zusammenarbeitete. Während dieser Zeit war Loweenson maßgeblich am Ausbau der damals bedeutendsten Bibliothek für russische Geschichte in Deutschland beteiligt. Zudem verfasste er für Fachzeitschriften diverse Beiträge über die russische Kulturgeschichte des 17. Jahrhunderts und neuere sowjetische Literatur. Ferner war er seit 1925 ständiger Mitarbeiter der von Albert Brackmann und Fritz Hartung herausgegebenen Jahresberichte für deutsche Geschichte, in dem er deutsche Leser über Forschungsergebnisse der sowjetischen Historiographie informierte.
Nach der Machtergreifung der Nationalsozialisten im Frühjahr 1933 wurde Loewenson aufgrund seiner jüdischen Herkunft gemäß den Bestimmungen des Berufsbeamtengesetzes aus dem Staatsdienst entlassen. Seine Stelle wurde stattdessen von Werner Philipp übernommen.
Loewenson emigrierte daraufhin nach Großbritannien, wo er bis 1964 als Bibliotheksleiter der School of Slavonic and East European Studies in London tätig war.
Von den nationalsozialistischen Polizeiorganen wurde Loewenson nach seiner Emigration als Staatsfeind eingestuft. Im Frühjahr 1940 setzte das Reichssicherheitshauptamt in Berlin ihn auf die Sonderfahndungsliste G.B., ein Verzeichnis von Personen, die im Falle einer erfolgreichen deutschen Invasion Großbritanniens durch die Sonderkommandos der SS-Einsatzgruppen mit besonderer Priorität ausfindig gemacht und verhaftet werden sollten.

## Schriften (Auswahl)
- Geschriebene Zeitungen aus Rußland. In: Zeitschrift für Osteuropäische Geschichte. Bd. 6 = NF Bd. 2, 1932, ZDB-ID 201416-6, S. 83–93, S. 231–237, S. 402–415, S. 552–585.
- The Moscow Rising of 1648. In: The Slavonic and East European Review. Bd. 27, Nr. 68, 1948, ISSN 0037-6795, S. 146–156, JSTOR:4204005.
- Karl Stählin : 1865–1939. A Chapter of German Historiography on Russia. In: The Slavonic and East European Review. Bd. 28, Nr. 70, 1949, S. 152–160, JSTOR:4204101.
- The Death of Paul I (1801) and the Memoirs of Count Bennigsen. In: The Slavonic and East European Review. Bd. 29, Nr. 72, 1950, S. 212–232, JSTOR:4204196.
- Otto Hoetzsch: A Note. In: The Slavonic and East European Review. Bd. 30, Nr. 75, 1952, S. 549–551, JSTOR:4204351.
- Lady Rondeau's Letters from Russia (1728–1739). In: The Slavonic and East European Review. Bd. 35, Nr. 85, 1957, S. 399–408, JSTOR:4204849.
- Some Details of Peter the Great's Stay in England in 1698: Neglected English Material. In: The Slavonic and East European Review. Bd. 40, Nr. 95, 1962, S. 431–443, JSTOR:4205370.
- Escaped Russian Slaves in England in the 17th Century. In: The Slavonic and East European Review. Bd. 42, Nr. 99, 1964, S. 427–429, JSTOR:4205571.